# Helen Megaw
Helen Dick Megaw (* 1. Juni 1907 in Dublin; † 26. Februar 2002 in Ballycastle, Nordirland) war eine irische Kristallographin.

## Leben
Helen Megaw wurde als Tochter des Rechtsanwalts, Politikers und Richters Robert Dick Megaw und seiner Ehefrau Annie geboren. Nach dem Besuch von Schulen in Dublin, Brighton und einer Vorbereitungsschule studierte sie zunächst für ein Jahr an der Queen’s University Belfast und anschließend am Girton College der University of Cambridge. Nach dem Studienabschluss im Jahr 1926 wurde sie Research Fellow bei John Desmond Bernal mit einer Spezialisierung in der Kristallstrukturanalyse mittels Röntgenstrahlung (Röntgenkristallographie). Zur Arbeitsgruppe von Bernal gehörte ab 1932 auch die spätere Nobelpreisträgerin Dorothy Crowfoot Hodgkin. 1934 wurde sie bei Bernal mit einer Arbeit über die Kristallstrukturanalyse von gewöhnlichem und „schwerem“ Eis (D2O) (Cell dimensions of ordinary and heavy ice) promoviert. Anschließend ging sie für ein Jahr nach Österreich, wo sie bei Hermann F. Mark in Wien arbeitete. Nach ihrer Rückkehr nach England arbeitete sie im Clarendon Laboratory der University of Oxford bei dem Physikochemiker Franz Eugen Simon, der 1933 emigriert war.
Ab 1936 war sie als Lehrerin tätig. 1943 wechselte sie für zwei Jahre in die Industrie. 1945 nahm sie ihre Forschungstätigkeit wieder auf, zunächst bei J. D. Bernal am Birkbeck College und ab 1946 am Cavendish-Laboratorium der Cambridge University. Am Girton College dieser Universität war sie bis zu ihrer Pensionierung im Jahr 1972 Hochschullehrerin und Direktorin. Sie war Mitglied der Faraday Society, der Cambridge Philosophical Society und weiterer wissenschaftlicher Gesellschaften.
In Mittelpunkt ihrer wissenschaftlichen Arbeit stand die Kristallstrukturanalyse von Mineralien mit Perowskit-Struktur und speziell die industriell bedeutsamen Ferroelektrika wie Bariumtitanat (BaTiO3) und andere. 1957 veröffentlichte sie das Standardwerk Ferroelectricity in Crystals.
1967 erhielt sie ein Ehrendoktorat der University of Cambridge und 2000 der Queen’s University Belfast. 1989 wurde sie als erste Frau mit der Roebling-Medaille der Mineralogical Society of America ausgezeichnet.

## Ehrungen
In Anerkennung ihrer Leistungen bei der Bestimmung der Strukturen von Eiskristallen wurde das Megaw Island in der Antarktis nach ihr benannt. Das Megawit (englisch Megawite) (CaSnO3) aus der Perowskit-Gruppe trägt ebenfalls ihren Namen.

## Schriften (Auswahl)
- H. D. Megaw: Cell dimensions of ordinary and heavy ice. In: Nature. Band 134, 1934, S. 900–901, doi:10.1038/134900b0.
- Helen D. Megaw: Crystal structure of double oxides of the perovskite type. In: Proceedings of the Physical Society. Band 58, Nr. 2, 1946, S. 133–152.
- Helen D. Megaw: Temperature changes in the crystal structure of barium titanium oxide. In: Proceedings of the Royal Society A. Band 189, Nr. 1017, 1947, S. 261–283, doi:10.1098/rspa.1947.0038.
- Helen D. Megaw: Origin of ferroelectricity in barium titanate and other perovskite-type crystals. In: Acta Crystallographica. Band 5, 1952, S. 739–749, doi:10.1107/S0365110X52002069.
- Helen D. Megaw: Ferroelectricity and crystal structure. II. In: Acta Crystallographica. Band 7, 1954, S. 187–194, doi:10.1107/S0365110X54000527.
- H. D. Megaw, C. H. Kelsey: Crystal structure of tobermorite. In: Nature. Band 177, 1956, S. 390–391, doi:10.1038/177390a0.
- Helen D. Megaw: Ferroelectricity in Crystals. Methuen, London 1957, S. xi+220.
- Helen D. Megaw: The seven phases of sodium niobate. In: Ferroelectrics. Band 7, Nr. 1, 1974, S. 87–89, doi:10.1080/00150197408237956.
- H. D. Megaw, C. N. W. Darlington: Geometrical and structural relations in rhombohedral perovskite. In: Acta Crystallographica. Section A. A31, 1975, S. 161–173, doi:10.1107/S0567739475000332.